# 瑟赫杂谈

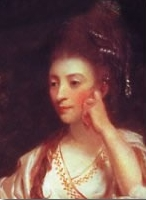
赫斯特·林奇·瑟赫，《瑟赫杂谈》的作者

《瑟赫杂谈》是赫斯特·瑟赫所写的日记合集，在文学类型上属于“桌谈文学”的一种。尽管此书的开头部分着重描写瑟赫与家人相处之间的故事，但在此书的中后部分，瑟赫将重点逐渐迁移到了记录与塞缪尔·约翰逊一同生活的各种轶事和故事上。虽然这部作品被用作瑟赫另一本著作《已故塞缪尔·约翰逊博士最后20年间生活轶事》一书的创作基础，但直到1942年为止，《瑟赫杂谈》仍未被出版。作品中包含的轶事在瑟赫的同时代人中很流行，但其情节和叙事常常被视作过于低俗。但在20世纪的读者中，该作品很受欢迎，许多文学评论家认为，《瑟赫杂谈》对“桌谈文学”以及提供有关约翰逊生活信息方面皆做出了宝贵的贡献。

## 创作背景
当赫斯特·瑟赫没有结婚，姓名还是赫斯特·林奇·索斯伯里的时候，她一直保持着写信的习惯，并将自己的日记逐一保留了下来。她的写作才华赢得了叔叔罗伯·科顿爵士和托马斯·索斯伯里的喜爱和看重，后者甚至把她列为自己的遗产继承人。当瑟赫年龄大些后，她与约翰逊开始变得亲近起来。因此，她开始自然地将关于约翰逊的一些轶事和有关他们相处的故事写下来并收集在一起，以作为对他们感情的纪念。  1766年瑟赫生下了她的第一个孩子赫斯特·玛利亚·瑟赫，她也被叫做"Queeney"。

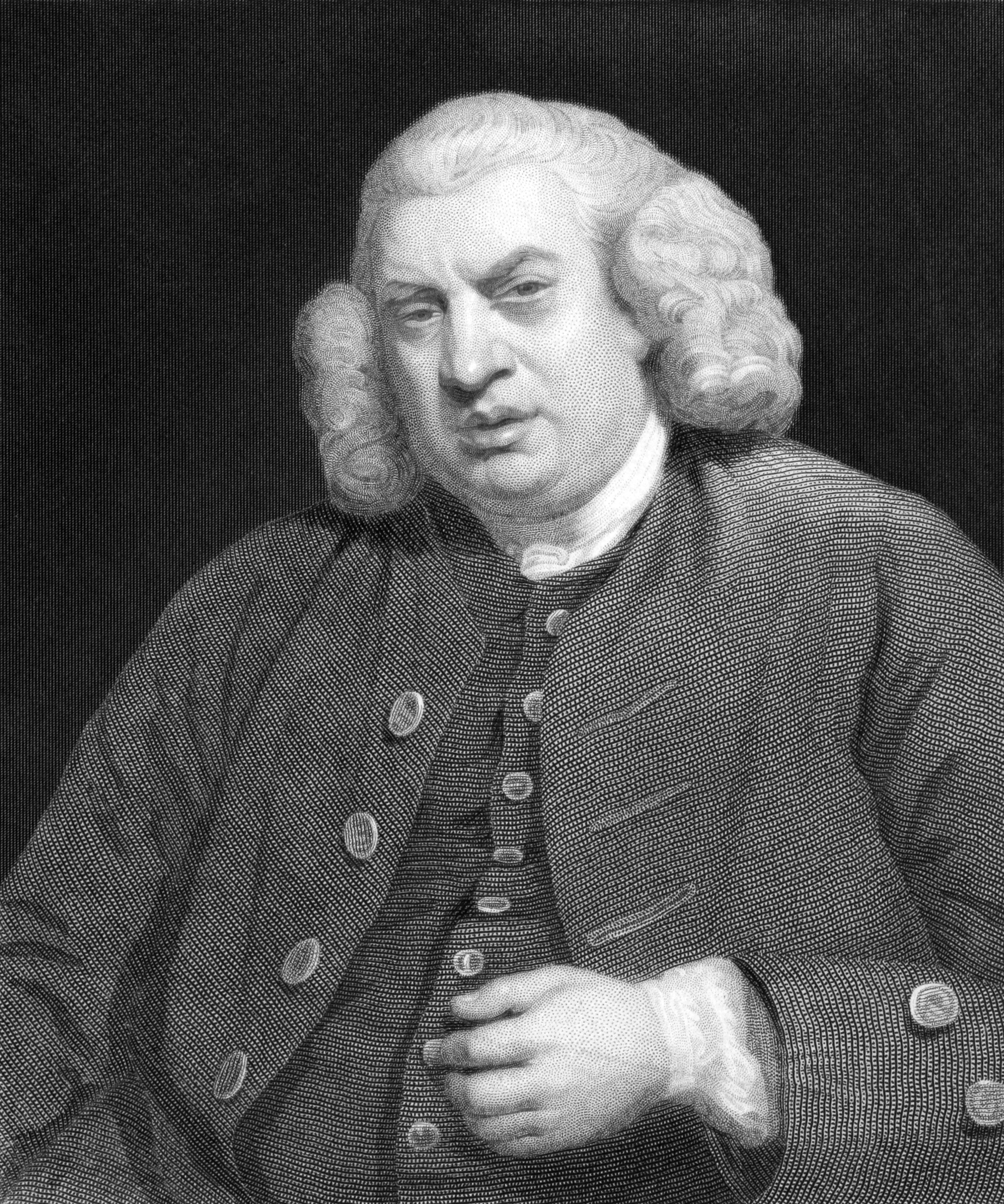
塞缪尔·约翰逊（Samuel Johnson）

然而，瑟赫和约翰逊之间一直存在着矛盾，这种矛盾和约翰逊的支持者们也有关系，他们对于瑟赫丈夫去世后两人渐渐产生隔阂的关系产生了质疑。 在此之后，瑟赫与加布里埃尔·皮兹（Gabriel Piozzi）第二段婚姻的开始也加剧了这些问题。 约翰逊死后，瑟赫感到孤立无援，因为她认为约翰逊以前的朋友以及公众都不接受她，有些人甚至声称她在约翰逊死前的最后时刻抛弃了他。 这些指责声中具有代表性的便是詹姆斯·博斯韦尔（James Boswell），他对瑟赫极为反感，并将她视作自己在文学创作方面的竞争对手，于是他开始利用瑟赫和约翰朋友之间的冲突来推广由他创作的《约翰逊传》一书。 
在女儿赫斯特·玛利亚出生后，瑟赫开始利用一本名为《儿童书》（The Children's Book）的儿童文学中记录女儿一生中的各个时刻。这本书最终扩展到记录包括整个家庭的故事，并被重新命名为《家庭书》 。 为了鼓励妻子写作，1776年，瑟赫的丈夫亨利·瑟赫（Henry Thrale）为她准备了六本空白的日记本，其封面上皆写着“瑟赫杂谈”（Thraliana）。瑟赫在中《塞拉里安娜》写道她原本想要将这本书命名为“Ana”，也就是一系列杂谈的意思。  这么做是因为瑟赫对桌谈类文学十分着迷：“在看过这么多法国的系列作品过后”，我简直为了它们疯狂，那些轶事本身就是那么地吸引人”。 经过一些列寻找有关杂谈的英语写作素材后，瑟赫决定以约翰·塞尔登的《桌谈》，威廉·卡姆登的《遗体》，和约瑟夫·斯彭斯的《轶事》这三部作品作为指导进行创作。 1778年5月，尽管那时约翰逊（Johnson）给了瑟赫一份斯彭思《轶事》的手稿，但她在创作此书的第一年却并没有借鉴任何确切的文学作品。 
在《瑟赫杂谈》之前，瑟赫记录下来了两套单独的轶事集：第一套专门记录有关塞缪尔·约翰逊的事件，另一套则用于记录其他事件。她依靠着这些记录以及她的记忆来创作她作品的开头部分。 博斯韦尔（Boswell）试图为自己的作品收集有关信息时写道：“瑟赫先生告诉我，我不确定哪一天了，在他们家里有一本名为《约翰逊杂谈》（Johunsoniana）的书，其中记录了约翰逊先生的一些重要发言和所有他们（瑟赫一家）可以找到的关于他的所有信息。 。 。我必须要设法找到这本书，这样才能帮助我创作约翰逊先生的生平传记（如果瑟赫太太不打算自己利用这些素材进行创作的话）。” 约翰逊去世后，瑟赫以《瑟赫杂谈》为基础创作了《已故塞缪尔·约翰逊博士最后20年间生活轶事》。该手稿在许多人之间流传过，并在爱德华·牛顿（A. Edward Newton）于1940年秋天去世前一直在他手中保管。 《瑟赫杂谈》最终于1942年问世，由英国的克拉伦登出版社出版。

## 外界评价
瑟赫描述的轶事在她其他作品中首次出版时就大受欢迎，但许多读者最初认为她的这种“放松自然的风格”是低俗的。 但是，马丁·布朗利（Martine Brownley）指出，虽然外界对瑟赫的作品褒贬不一，她的这种风格却极大的取悦了20世纪的读者。 凯瑟琳·鲍德斯顿（Katherine Balderston）认为这部作品“即便不能完全称之为法国杂谈作品的英国复刻版本，也极为接近了”。 詹姆斯·克利福德（James Clifford）也表示：“（这部作品中）有很多关于这位伟人（塞缪尔约翰逊）的珍贵故事”。 他还说，《瑟赫杂谈》以及瑟赫的另一部作品《已故塞缪尔·约翰逊博士最后20年间生活轶事》“确立了她作为18世纪后期女学者作家的名声。 爱德华·布鲁姆（Edward Bloom）等人亦声称《瑟赫杂谈》和瑟赫的信一样，都“展示了那个时代的女性心理”。 